# Індинавір
Індинавір (міжнародна транскрипція IDV) — синтетичний противірусний препарат з групи інгібіторів протеази для прийому всередину. Індинавір розроблений компанією Merck & Co, і випускається нею під торговою маркою «Криксиван». Індинавір застосовується у клінічній практиці з 1996 року.

## Фармакологічні властивості
Індинавір — синтетичний противірусний препарат з групи інгібіторів протеази. Механізм дії препарату полягає у інгібуванні активного центру ферменту вірусу ВІЛ — протеази, порушенні утворення вірусного капсиду та пригнічує реплікацію вірусу ВІЛ з утворенням незрілих вірусних частинок, що не можуть інфікувати клітини організму. До індинавіру чутливі віруси ВІЛ-1 та ВІЛ-2 та нечутливі протеази людини та інших еукаріотів.

### Фармакокінетика
Індинавір при прийомі всередину швидко всмоктується, максимальна концентрація в крові досягається протягом 48 хвилин. Біодоступність препарату складає 65%, при прийомі під час їжі біодоступність препарату зменшується. Індинавір погано проникає через гематоенцефалічний бар'єр. Індинавір проникає через плацентарний бар'єр та виділяється в грудне молоко. Препарат метаболізується в печінці, виводиться з організму переважно з калом, частково виводиться нирками у вигляді неактивних метаболітів. Період напіввиведення індинавіру складає 1,5—2 години, цей час може змінюватися при печінковій недостатності.

## Показання до застосування
Індинавір застосовується для лікування інфекції, спричиненої вірусом ВІЛ-1 та ВІЛ-2 у складі комбінованої терапії. Монотерапія препаратом не застосовується у зв'язку з швидким розвитком резистентності вірусу ВІЛ до препарату.

## Побічна дія
При застосуванні індинавіру можливі наступні побічні ефекти:
- З боку шкірних покривів — дуже часто (більше 10%) висипання на шкірі, сухість шкіри; часто (1—10%) свербіж шкіри; із невідомою частотою алергічний дерматит, кропив'янка, синдром Стівенса-Джонсона, алопеція, вростання нігтів, гіперпігментація шкіри, алергічний васкуліт.
- З боку травної системи — дуже часто (більше 10%) нудота, блювання, діарея; часто (1—10%) зниження апетиту, біль в животі, печія, метеоризм; рідко гепатит, панкреатит, жовтяниця; дуже рідко (менше 0,01%) печінкова недостатність (у тому числі фульмінантний гепатит).
- З боку нервової системи — дуже часто (більше 10%) головний біль, запаморочення, підвищена втомлюваність; часто (1—10%) безсоння, гіпостезія, парестезії; із невідомою частотою нечіткість зору.
- З боку опорно-рухового апарату — часто (1—10%) міалгії; при тривалій комбінованій терапії ймовірний розвиток артралгій та рабдоміолізу.
- З боку сечовидільної системи — часто (1—10%) нефролітіаз; із невідомою частотою (згідно частини клінічних досліджень — до 2%) гостра та хронічна ниркова недостатність, дизурія, кристалурія, пієлонефрит, інтерстиціальний нефрит. Порушення функції сечовидільної системи можуть утримуватися тривалий час після закінчення застосування індинавіру.
- З боку серцево-судинної системи — підвищений серцево-судинний ризик при застосуванні індинавіру, що включає вищу частоту розвитку стенокардії, інфаркту міокарду, цереброваскулярних порушень; із невідомою частотою лімфаденопатія.
- Інші побічні ефекти — із невідомою частотою (частіше у складі комбінованої терапії) ліподистрофія, лактатацидоз, цукровий діабет, гінекомастія, збільшення частоти кровотеч у хворих гемофілією (найвищий ризик розвитку даного ускладнення серед інгібіторів протеази).
- Зміни в лабораторних аналізах — дуже часто (більше 10%) підвищення рівня активності амінотрансфераз та ГГТП в крові, підвищення рівня білірубіну в крові, гематурія, протеїнурія; із невідомою частотою анемія, нейтропенія, тромбоцитопенія, гіперглікемія, підвищення ШОЕ, гіпертригліцеридемія, гіперхолестеринемія.

Під час проведення комбінованої антиретровірусної терапії у хворих зростає імовірність лактатацидозу, остеонекрозу, гепатонекрозу. При проведенні ВААРТ у хворих зростає імовірність розвитку серцево-судинних ускладнень, гіперглікемії та гіперлактемії. Під час проведення ВААРТ зростає імовірність синдрому відновлення імунної системи із загостренням латентних інфекцій.

## Протипокази
Індинавір протипоказаний при підвищеній чутливості до препарату. З обережністю застосовують при нирковій недостатності, вагітності та годуванні грудьми. Препарат не рекомендується застосовувати разом із астемізолом, цизапридом, терфенадином, мідазоламом, пімозидом, бепридилом, аміодароном, алкалоїдами ріжків, пропафеноном, симвастатином, ловастатином, альфузозином.

## Форми випуску
Індинавір випускається у вигляді желатинових капсул по 0,2; 0,333 та 0,4 г.